# ヴィクトル・サネイエフ
ヴィクトル・サネイエフ（Виктор Данилович Санеев、Viktor Danilovich Saneyev、1945年10月3日 - 2022年1月3日）は旧ソビエト連邦の陸上競技男子三段跳選手である。
1960年代後半～1970年代にかけて活躍した男子三段跳の第一人者であった。母国で開催されたモスクワオリンピックでは前人未踏の三段跳オリンピック四連覇に挑んだが、同じソビエト連邦の後輩選手ヤチェク・ウドミューに敗れ銀メダルに終わった。
モスクワ五輪後に引退。それにさきがけ、1969年に労働赤旗勲章、1972年にレーニン勲章、1976年に人民の友好勲章を授与している。引退後は所属していた地元トビリシのダイナモ・スポーツクラブでコーチをしていたが、ソビエト連邦の崩壊と、それに続くグルジア市民戦争によって職を失い、家族を連れてオーストラリアに移住した。その後は就労ビザが切れた一時期、ピザの配達などで糊口をしのぎながら、セント・ジョーンズ大学ハンターズ・ヒル校やニューサウスウェールズスポーツ研究所などで指導をした。
2022年1月3日、シドニーにて死去。76歳没。

## 主な成績
- 1968年メキシコオリンピック金メダル（17m39・世界新記録）
- 1972年ミュンヘンオリンピック金メダル
- 1976年モントリオールオリンピック金メダル
- 1980年モスクワオリンピック銀メダル